# Villa Margherita (Gressoney-Saint-Jean)
Pour l’article homonyme, voir Villa Margherita (Bordighera).
La villa Margherita, également la villa Peccoz, est une villa éclectique située à Gressoney-Saint-Jean, en Vallée d'Aoste.

## Histoire
Conçue par des ingénieurs allemands, la villa est construite en 1888 à la demande des barons gressonards Beck-Peccoz. Entre 1889 et 1896, les barons y accueillent plusieurs fois des membres de la maison de Savoie, jusqu'au moment où, enchantés par la beauté de la Vallée du Lys, ces derniers y font construire une résidence, le château Savoie. C'est en l'honneur de la reine Marguerite de Savoie que la villa porte ce nom.
La propriété est achetée en 1968 par la commune de Gressoney-Saint-Jean, dont elle devient la maison communale.

## Description
La propriété est composée de plusieurs bâtiments : outre la villa, il y a l'ancienne maison des gardiens, qui aujourd'hui héberge une caserne des Carabiniers, et un bâtiment long et bas, à l'origine occupé par les écuries.
La villa, qui repose sur une base réalisée en granit gris, est caractérisée d'une décoration élaborée qui comprend des flèches, des frontons, des corbeaux et des balustrades. Parmi les éléments les plus significatifs, on trouve les deux portails d'entrée, la grande entrée d'inspiration palladienne avec des grands escaliers en bois, le couloir et les salons du premier étage, et les précieux poêles en céramique émaillée qui échauffaient toutes les pièces.
L'ensemble est entouré d'un vaste parc de 19 000 m2 principalement constitué d'un bois de mélèzes et sapins.

## Galerie d'images

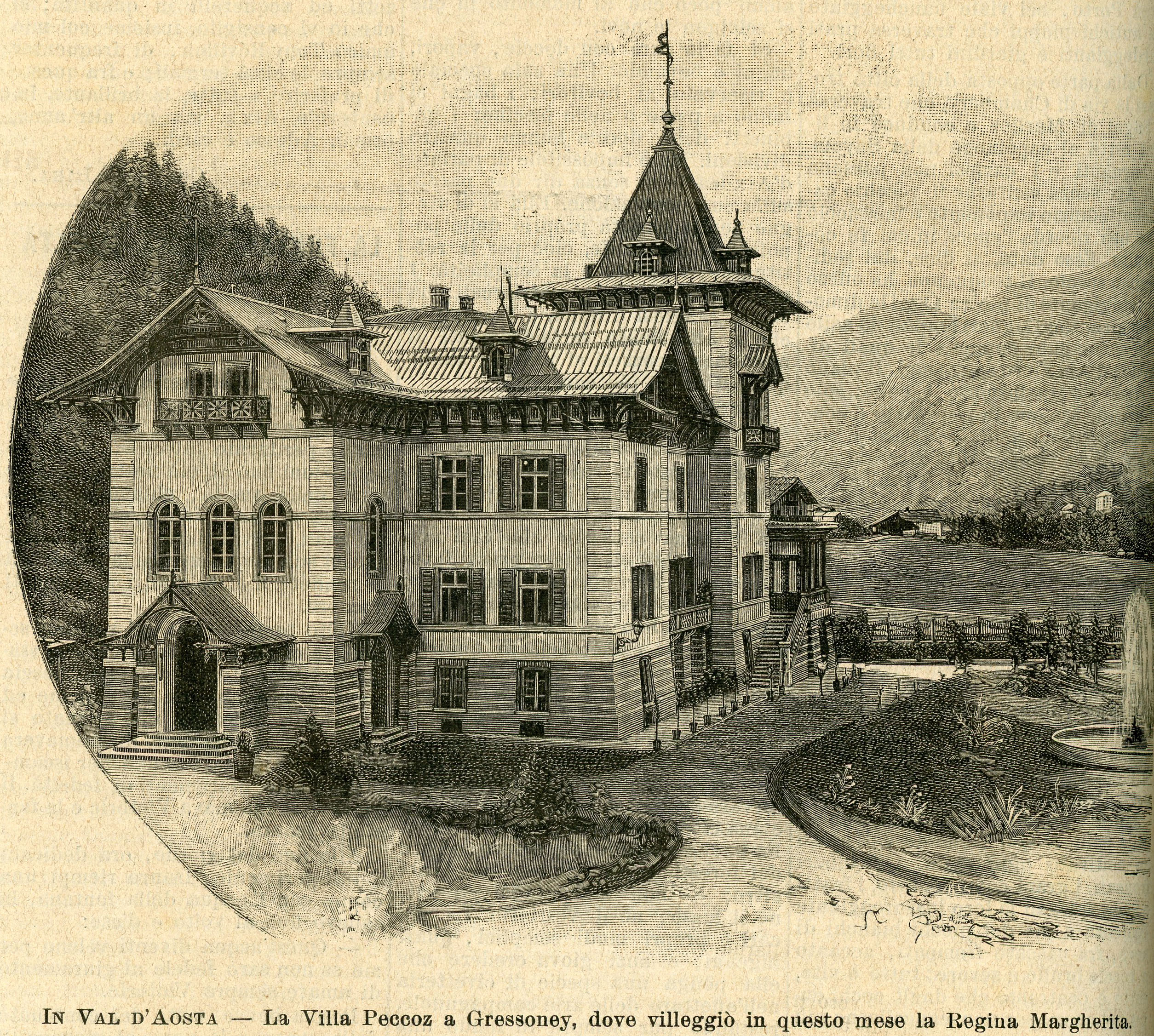
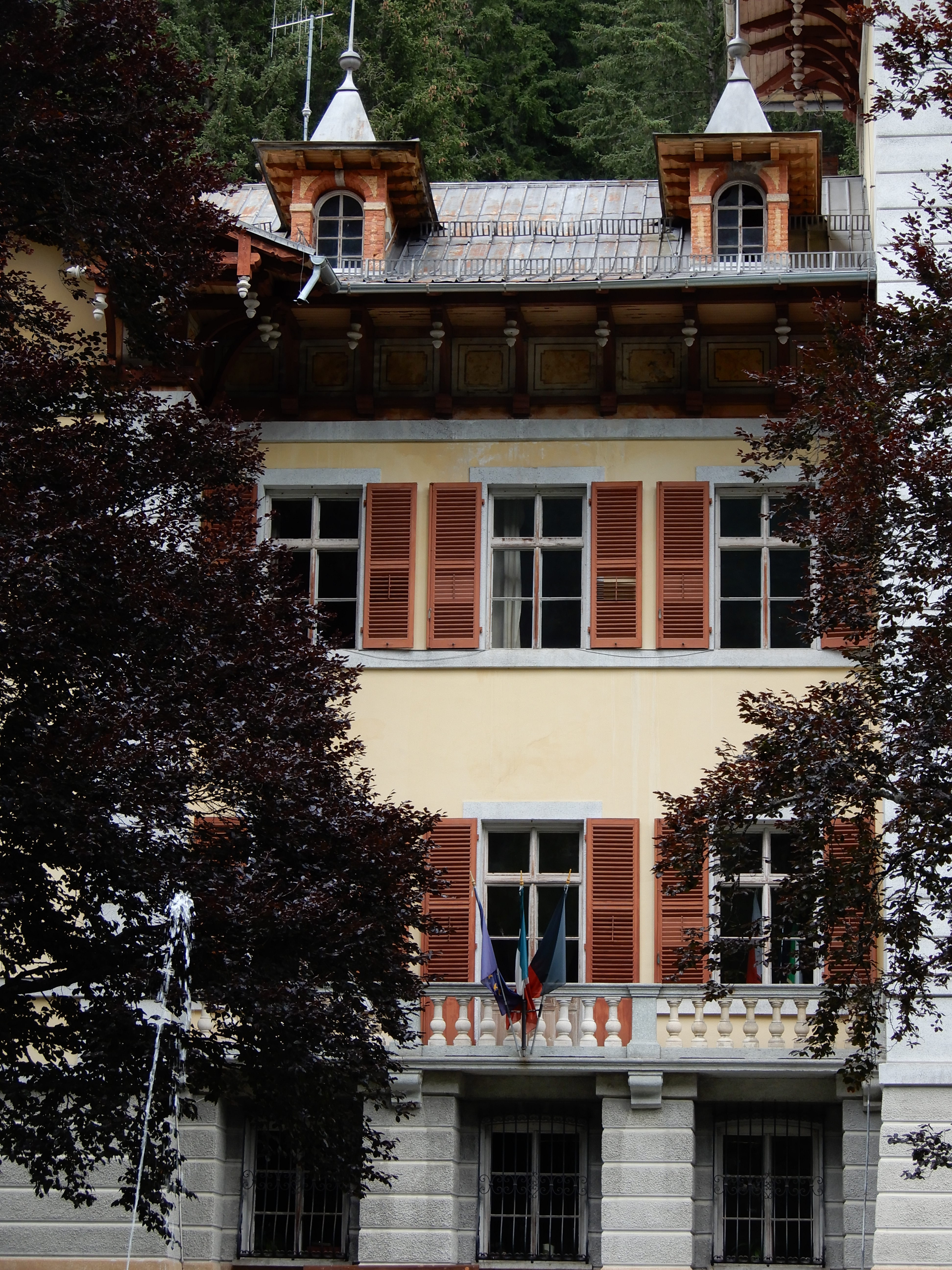
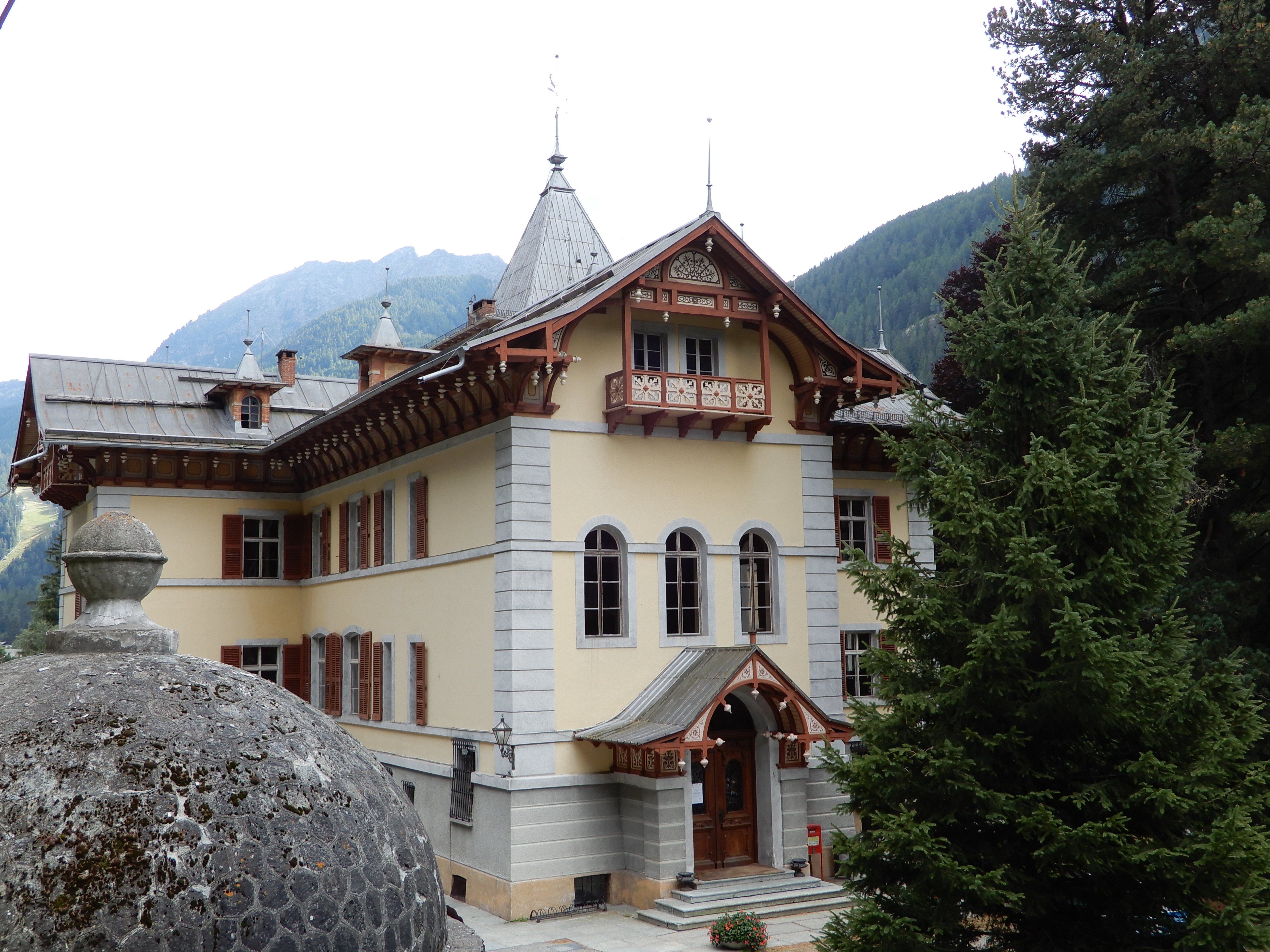